# Ocinaplon
Ocinaplon (Hersteller DOV Pharm. Inc.) ist ein Arzneistoff aus der Gruppe der Psychopharmaka, der zur Behandlung von Angstzuständen eingesetzt werden sollte.
Seine Entwicklung wurde 2005 in der klinischen Phase III eingestellt.

## Pharmakologische Eigenschaften

### Wirkungsmechanismus (Pharmakodynamik)
Ocinaplon hat eine den Benzodiazepinen ähnliche Wirkung. Es bindet allosterisch an GABA-Rezeptoren und verstärkt so deren Funktion.
Im Gegensatz zu den Benzodiazepinen führt Ocinaplon nicht zur Sedierung des Patienten und zeigt auch keine Einschränkung der motorischen Fähigkeiten.

### Nebenwirkungen
Ocinaplon führte zu einem Anstieg der Aktivität der Leberenzyme, weswegen seine Entwicklung im Jahre 2005 eingestellt wurde. 